# Andreas Thiel
Andreas Thiel (ur. 28 września 1826 w Tłokowie k. Jezioran, zm. 17 lipca 1908 we Fromborku) – niemiecki duchowny rzymskokatolicki, biskup diecezjalny warmiński w latach 1886–1908.

## Życiorys
Był synem rolnika z Tłokowa pod Jezioranami, zdobywał wykształcenie w Reszlu i Braniewie. Przyjął święcenia kapłańskie w 1849. Pracował jako duszpasterz w Kłajpedzie i Tylży, następnie uzupełniał studia we Wrocławiu. Był profesorem seminarium duchownego w Braniewie, jednocześnie nauczycielem w szkole żeńskiej w Braniewie. Specjalizował się w historii Kościoła, był autorem prac z tej dziedziny, m.in. opublikował tom listów papieży z VIII wieku. W 1856 wraz z braniewskimi uczonymi i przedstawicielami kurii – Antonem Eichhornem, Antonem Pohlmannem, Carlem Peterem Woelkym, Josephem Benderem, Franzem Beckmannem i Johannem Saage – był jednym z członków założycieli Warmińskiego Towarzystwa Historycznego (Historischer Verein für Ermland). Najpierw był sekretarzem towarzystwa, a w latach 1869–1885 jego prezesem.
Od 1870 kanonik warmiński, od 1871 wikariusz generalny diecezji warmińskiej. Po przeniesieniu Philippa Krementza na arcybiskupstwo Kolonii został 12 lutego 1886 mianowany biskupem warmińskim. Przyjął sakrę biskupią 9 maja 1886.
Był aktywnym duszpasterzem, rozwijał działalność bractw kościelnych (m.in. w oparciu o encyklikę Rerum novarum aktywizował środowisko robotnicze), sprzyjał pracy charytatywnej. Utworzył w diecezji warmińskiej 13 nowych parafii. Uczestniczył w polityce germanizacyjnej, ograniczał nabożeństwa w języku polskim; bardziej propolską linię reprezentował jego biskup pomocniczy, Eduard Herrmann. Po śmierci Andreasa Thiela biskupem warmińskim został Augustinus Bludau.